# 에미야 시로
에미야 시로(衛宮士郞)는 타입문의 《Fate/Stay Night》의 주인공이다.

## 성격
물건을 잘 고치며, 친구들이 하는 부탁을 거절하지 못하는 성격.

## 기술

### 무한의 검제
8소절의 주문을 영창하면 고유결계를 펼쳐진다. 고유결계 안에는 지금까지 본 무기들이 등록되어있고 이것들을 자유롭게 사용할 수 있다. 이것들을 쓰는 것에 대한 마력소모는 없다.

### 강화마술
물질의 성능을 한층 업그레이드하는 마술.

### 투영마술
도구를 마력을 사용해 복제하는 마술

## 작중 행적

### 페이트/스테이 나이트
성배전쟁에 참전하게 된 에미야 시로는 랜서에게 죽을 위기에 처한다. 그때, 자신의 몸 안에 심겨진 아발론을 촉매로 세이버를 소환해 랜서의 공격을 저지한다. 랜서와의 전투가 끝난뒤 세이버가 에미야 저택 가까이에 온 아처&토오사카 린을 공격한다. 이 과정에서 아처는 중상을 입고 한동안 참여하지 못한다. 에미야 시로가 코토미네 키레이와 대화를 나누며 귀가중 버서커에게 공격을 당해 세이버가 시로를 지키려다 부상을 입는다.
다음날 학교에 결계가 설치가 되어있다고 시로는 알게되고 결계를 설치한 마스터를 찾기로 한다. 저녁 시간이 되자 세이버는 후지누나와 사쿠라로부터 숨기 위해 방에서 대기를 한다. 처음에 시로는 모두와 즐겁게 저녁밥을 먹기 시작했지만 방에서 혼자 있는 세이버의 모습을 견디지 못해 세이버를 거실로 데려와 세이버를 사쿠라와 후지누나에게 소개한다. 하지만 사쿠라와 후지누나는 세이버의 체류를 인정하지 못했고 키리츠구로부터 시로를 지켜달라는 부탁을 받았다는 세이버에게 후지누나는 실력을 검증하겠다며 도장에서 대결을 한다. 후지누나가 패하고 세이버는 후지누나와 이야기를 나누며 후지누나는 세이버의 체류를 인정한다.
날이 바뀌고 시로는 학교에서 결계의 단서를 찾던 중 자신이 마스터임을 밝힌 신지의 제안을 받아 마토 저택으로 향하게 되고, 그곳에서 신지의 서번트인 라이더를 보게 된다. 자신과 협력할 것을 권하는 신지에게 시로는 이미 린과 동맹을 맺고 있다고 거부한다. 라이더에게서 류도사에 다른 서번트가 있음을 들은 시로는 집에 와서 세이버와 린에게 알린다. 세이버는 적을 치자고 주장했지만 시로는 이에 반대를 한다. 하지만 주장을 꺾지 않는 세이버에게 시로는 욱해 버서커전에서 당하는 바람에 자기도 죽을 뻔했다는 걸 잊었냐며 자기는 또 다시 그렇게 죽기는 싫다고 쏘아 붙이자 세이버는 충격을 받은 표정을 보이며 물러났고 시로는 왜 그런 말을 했는 지에 대해 후회한다.
다음날 새벽 세이버는 류도사에 혼자 싸우러 간다. 령주 덕분에 세이버가 전투 중인 것을 알아챈 시로는 급히 류도사로 향한다. 류도사에 온 시로는 세이버가 풍왕결계를 해제하려해 강풍에 휩쓸려 쉽게 접근하지 못한다. 그러나 곧 어새신과 세이버가 전투를 중단하였고, 세이버는 의식을 잃어버려 시로는 세이버를 데리고 집에 돌아온다. 집에서 도착한 후 세이버는 바로 의식을 되찾는다. 세이버의 단독행동을 대해 시로는 화를 내지만, 세이버도 시로의 문제점을 말한다. 하지만 시로는 정의의 사자란 이상과 대비되게 자신만이 도움받는 상황을 받아들일 수도 없었다. 하지만 그것을 밝힐 수 없었던 시로는 싸움은 남자인 자신의 역할이라며 자신이 싸울테니 세이버는 싸우지 말라는 말을 한다. 세이버는 처음에 시로가 서번트를 얕보고 있다고 질책하였으나, 시로는 타인이 다치는 걸 못견디는 성격이란 린의 말을 듣고서, 그러면 시로가 싸우는 것을 인정하되, 대신 시로에게 검술을 가르치기로 한다. 세이버의 말을 들은 린은 자신은 시로의 마술선생님이 되어주기로 한다.
다음 날 수련이 시작되고 시로는 엄격한 세이버의 가르침에 고생하지만 세이버도 시로의 집중력을 칭찬한다. 이후 시로는 장을 보러 갔다가 이리야와 만나 대화를 나눈다. 대화 중 시로는 이리야에게 아이 같은 면이 있음을 알게되고 이리야가 왜 싸우는지 알려고하나 이리야는 버서커가 깨어났다며 돌아간다. 저녁 때 잠시 밖에 나와있던 시로는 아처와 단둘이 대면하고, 아처는 시로의 이상이 가진 문제점을 지적하고 사라진다.
그 다음 날에 시로는 세이버와 검술단련에 매진하고, 세이버는 시로의 감이 많이 좋아졌다며 기뻐한다. 시로는 세이버에 대해 알고 싶어 생전의 세이버는 어떤 인간이었을지 물어보고, 세이버는 자기 성격은 생전과 다를 바가 없다고 대답한다. 이에 시로가 이전부터 딱딱한 성격이었냐며 세이버를 악마 교관이라 놀리자, 세이버는 시로의 도움이 되기 위해 엄하게 가르쳤을 뿐이라며 화를 낸다. 하지만 그렇게 화를 내는 세이버를 보며 시로는 세이버가 감정을 솔직하게 표현하는 모습에 기뻐한다.
이후 잇세가 계속 학교에 빠지는 시로를 걱정하여 집으로 찾아온다. 낯가림이 심한 잇세가 세이버를 신뢰하고 호평하는 것을 보고 시로가 신기해하자, 잇세는 세이버의 맑은 영기와 선한 성격은 누구라도 알 수준이라고 말한다. 저녁 때 후지누나가 시로에게 선물로 갖고 온 봉제인형들 중에서 새끼사자 인형을 세이버가 선물로 받아갈 수 있냐고 부탁하고, 놀라는 후지누나와 시로에게 세이버는 작고 귀여운 것은 이전부터 동경하고 있었으며 특히 새끼사자는 이전에 잠시 돌본 적이 있어 정이 간다고 말한다. 저녁식사 시간 시로와 세이버는 어느 새 둘이 자각하지 못했지만 스스럼없이 대화를 나누며 린은 이 변화를 깨닫는다. 저녁식사 후 린과의 마술강좌가 끝나고 밖에 나온 시로는 다시 아처와 대면하며, 아처는 시로에게 '싸움이 시작되면 에미야 시로에게 승산은 없으니 하다못해 이길 수 있는 것을 이미지하라'는 충고를 한다.
다음 날 시로는 다시 검술단련을 한다. 학교에 안 가고 남아있던 린은 세이버와 대화를 나누고, 그후 시로는 학교로 어서 오라는 신지한테 속아서 세이버를 놔두고 학교에 찾아갔다가 라이더에게 들켜 위기에 처한다. 라이더가 창문 밖으로 시로를 던져버리는데, 이 때 령주를 사용해 세이버를 부름으로써 위기에서 벗어난다. 세이버가 라이더를 상대로 전투하는 사이 시로는 신지를 제압하고 협박해 결계를 해제하는데 성공한다. 이어서 령주를 포기할 것을 요구하나 라이더의 기습으로 신지를 놓아주게 되고, 라이더가 보구를 사용해 그 둘을 놓치게 된다. 라이더와의 전투를 통해 시로는 자기 혼자서 싸운다는 건 불가능함을 인정, 세이버에게 사과한다. 사과를 들은 세이버는 처음엔 시로가 후방지원에만 전념하기로 한 것인지 묻지만, 시로는 함께 일선에서 싸우겠다는 것은 포기하지 않는다. 하지만 세이버는 시로의 완고함을 인정한다.
다음 날 시로는 신지를 찾으려하자, 세이버는 시로의 몸 상태를 걱정하여 휴식을 취하자고 주장하나 결국 시로의 의사를 따른다. 하지만 수색 도중 시로의 몸 상태가 심각함을 알아차린 세이버에 의해 휴식을 취하게 된다. 이후 신지와 라이더를 찾아내 전투하게 된다. 시로는 세이버를 따라가고, 세이버는 그를 지키기 위해 보구의 진명을 개방해 날아오는 라이더를 정면에서 엑스칼리버를 사용해 쓰러뜨린다. 하지만 보구를 사용해 마력을 소모한 반동으로 세이버도 쓰러지게 된다.
세이버를 일단 집으로 데려온 시로는 린에게 이대로는 세이버가 마력 부족으로 사라질 것이란 사실을 듣는다. 이날 밤 시로는 세이버의 과거를 꿈을 통해 본다. 계속 그녀의 과거를 보게되면서 시로는 세이버가 성배를 세이버 자신을 위해 써야만 한다고 확신하게 된다. 다음 날 동네에서 돌아다니던 시로는 이리야에게 납치당한다. 이리야는 시로에게 자신의 서번트가 되라고 요구한다. 하지만 시로는 세이버의 마스터로 싸워나갈 거라며 요구를 거절한다. 이리야가 방을 나간 후 자신을 구출하러 온 세이버, 린과 조우한다. 조용히 탈출하려고 했지만 이리야에게는 들킨 상황이었고, 아처가 시간을 벌어줌으로써 성에서 빠져나간다.
성에서 나온 후 세이버에게 마력공급을 하고 날이 밝자 버서커와 전투에 돌입한다. 사실 린은 버서커전에서 유리한 위치에서 싸우려했으나 이리야에게 위치를 들켜버려서 셋은 불리한 지형에서 버서커와 싸우게 된다. 세이버의 일격과 린의 기습으로 버서커의 목숨을 1번 깎기는 하나, 생명의 저장을 몰랐기에 린은 버서커에게 죽을 위기에 처한다. 이때 세이버가 엑스칼리버를 사용하려고 하자 령주를 사용해 막는다. 이후 아처가 했던 조언을 떠올리며 꿈에서 본 세이버의 기억 속의 칼리번을 투영해 버서커의 팔을 자르나 투영이 완벽하지 않아서 검은 부러진다. 계속해서 더 진짜에 가까운 검을 투영하는데 성공하지만, 기량복제가 풀려 버서커에게 위기에 몰리나 세이버와 함께 칼리번으로 버서커를 쓰러뜨린다. 이후 이리야의 위험성을 지적하는 세이버를 말리고 이리야를 집에 숨겨주게 된다.
이후 린의 마술강좌를 들을 때 시로는 모든 부상을 치료해 소유자를 지키는 아발론이 분실되었음을 상기한다. 이후 저녁에 캐스터의 습격을 받게 된다. 시로에게 멋진 모습을 보여주기 위해 섣불리 돌격했던 세이버가 룰 브레이커에 찔릴 뻔하였으나, 시로가 세이버를 감싸며 룰 브레이커를 대신 맞는다. 이때 캐스터가 세이버를 자신의 것으로 만들겠다고 말해 이에 대해 분노한 길가메쉬의 공격을 받아 소멸하게 된다. 세이버는 4차 성배전쟁의 아처가 다시 나타남에 놀라고 이리야가 패닉 상태에 빠지는 등 대치상태가 이어지나, 길가메쉬는 장소가 어울리지 않아 흥이 깨졌다며 사라진다.
이후 시로, 세이버, 린은 길가메쉬에 대해 논의하나 그의 정체에 대해선 갈피를 잡을 수 없었다. 모두가 잠이 들자 시로는 코토미네 키레를 찾아가 길가메쉬, 그리고 세이버의 상황에 대해 조언을 구한다. 키레는 길가메쉬의 등장에 놀라며 다시 찾아오라고 말한다.
다음 날 아침 시로는 린의 도움을 받아 세이버를 데이트에 데리러 나가는데 성공하고, 신토에서 세이버를 즐겁게 해주기 위해 노력한다. 돌아가는 길에 다리 위에서 시로는 다시 세이버를 설득하려하지만 세이버는 자신의 목적은 성배 뿐이고 시로 역시 중요하지 않다고 말한다. 이에 화가 난 시로는 그만 세이버를 내버려둔 채 집으로 돌아가고 만다.
집에서 잠이 들었던 시로는 세이버가 안 돌아왔다는 말에 놀라 세이버를 찾으러 나간다. 다리 위에 계속 있었던 세이버와 만난 시로는 같이 돌아가자고 하며 세이버와 집으로 향한다. 그때 길가메쉬가 나타나 세이버를 데려가려 하자, 시로는 세이버에게 도망가라고 말하면서 길가메쉬에게 대항한다. 길가메쉬의 공격에 시로는 부상을 입고 세이버는 시로를 지키기 위해 길가메쉬와 대치한다. 백병전에서는 세이버가 길가메쉬를 몰아붙이나 길가메쉬는 게이트 오브 바빌론을 개방하여 세이버에게 반격한다. 세이버는 길가메쉬의 정체가 영웅왕임을 깨달았지만 세이버는 시로를 지키기 위해 길가메쉬와 대결한다. 엑스칼리버를 앞에 둔 길가메쉬가 에누마 엘리쉬로 응수하고 세이버는 큰 부상을 입어 쓰러진다. 자기만이라도 도망가달라는 세이버의 당부에 시로는 세이버를 지키지 못했다는 분노로 칼리번을 투영하고 길가메쉬에게 대항하나 중상을 입는다. 세이버는 시로에게 시로는 자기자신의 목숨을 첫 번째로 여겨야 한다고 애원한다. 그러나 시로는 자신의 이타주의가 인간으로서 핵심적인 부분이 빠져있는 것을 인정하면서도, 그 빈자리에 세이버가 자리잡았음에 고마워한다. 그와 함께 시로는 자기가 세이버를 동정한 게 아닌 왕의 맹세를 지켜나간 세이버를 동경했음을 깨닫는다. 시로는 세이버에게 좋아한다고 고백하고 그렇기에 길가메쉬에게 그녀를 넘겨줄 수 없다며 다시 일어선다. 시로를 길가메쉬의 공격 앞에서 시로는 아발론을 투영하고, 자신의 공격이 막히고 부상까지 입은 길가메쉬가 후퇴해 전투는 끝나게 된다. 집에 돌아와 세이버의 간호를 받는다.
다음날 시로는 길가메쉬에게 이길 방법을 알아내려고 코토미네를 방문한다. 하지만 코토미네의 모습은 보이지 않고 교회를 둘러 보던 중 자그마한 계단을 발견. 그 계단을 내려가고, 시로와 같이 10년 전 대화재에서 살아남았으나 키레이가 길가메쉬 마력제공용으로 감금해 놓은 반 시체 상태인 생존자들을 보게되었다. 이에 시로는 쇼크를 받고 이것이 키레이의 소행이라는 걸 알게된다. 그 순간, 뒤에서 나타난 키레이가 이제 남은 일은 시로와 세이버를 처리하는 것 뿐이라는 말을 하자 시로가 분노하지만 키레의 서번트였던 랜서의 창에 찔려 쓰러진다.

집에서 혼자 있던 세이버는 시로의 상태가 급변한 것을 감지하고 교회로 돌진해 시로를 찌른 랜서와 전투에 들어간다. 하지만 키레이가 싸움을 멈춘다. 키레이가 성배를 넘겨줄 수 있다고 하지만 세이버는 자신과 시로는 성배를 바라지 않는다고 답변한다. 그러자 키레이는 시로에게도 어둠이 있다고 말한다. 그러자 키레이가 10년 전의 일을 상기시켜 그 날의 화재를 떠올리게 한다.
회상이 끝나자 시로는 비몽사몽한 상태에서 키레이가 성배를 이용해 과거를 바꾸라고 유혹한다. 하지만 시로는 키레이의 제안을 다시 한 번 확실히 거절한다. 이 대답과 함께 시로는 마침내 자신을 향해 말을 걸던 반 시체 상태의 아이들의 소리가 사라졌음을 깨닫는다.
세이버는 '성배는 원하지만 시로는 죽이지 않는다. 성배보다 시로를 원한다'라고 말하며 칼끝을 키레이에게 돌린다.

시로는 아발론의 힘으로 부상을 회복한다. 성배를 거부한 시로와 세이버에게 키레이는 10년 전의 진실을 추궁하는 세이버에게 키레이는 성배의 진실을 밝힌다. 현재의 성배는 단순한 힘의 소용돌이이며 소원을 파괴의 방법으로만 이루어주지 못한다는 점을 미소를 지으며 말한다.
키레이가 랜서와 길가메쉬에게 세이버와 시로를 처리하라고 지시해 매우 위험한 위기상황이었으나, 랜서가 키레이를 배신하고 길가메쉬를 막음으로서 시로와 세이버는 교회에서 도망칠 수 있게 된다. 교회를 도망친 후 세이버는 아발론의 능력으로 시로의 부상을 회복시켜준 뒤 시로에게 자신의 아발론이 시로 안에 있음을 말한다.
집으로 돌아와 키레이의 습격을 받고 피투성이가 된 린을 발견하고 이리야가 납치되었다는 사실을 알게된다. 이길 수 없는데도 싸울거냐는 린의 질문에 자신이 싸우지 않으면 안된다고 답하고 아조트 검을 받는다. 세이버에게 칼집을 돌려주고 류도사로 향해 길가메쉬, 키레이와의 전투를 치른다.세이버가 길가메쉬를 상대할 동안 시로는 키레이를 상대하게 되는데 키레이가 자신이 바라는 것이 인간이 헛되이 죽어가는 것을 보는 오락이라고 말한 것을 듣고 분노한다. 그리고 키레이에게 돌진하나 성배의 진흙을 활용한 원거리 공격에 접근하지 못하게 된다. 성배의 진흙을 사용하는 키레이에게 농락을 당하던 와중에 자신과 키리츠구가 비슷했다고 말하는 키레이에게 분노하지만 전혀 손을 쓰지 못하고, 키레이는 키리츠구의 삶을 조롱하며 키리츠구와 똑같은 말로를 겪는 상을 주겠다는 말과 함께 이전과는 종류가 다른 진흙을 시로에게 날린다.
시로는 키레이가 날린 진흙에 삼켜지지만 그 저주가 키리츠구를 죽게했다는 사실을 상기하고 정신을 차린다. 그리고 저주의 진흙으로부터 벗어난다. 진흙으로부터 빠져나온 시로를 보고 키레이가 놀라워했지만 시로가 아조트 검을 꺼내들고 태세를 갖추는 모습을 보고 어이없다는 말을 한다. 키레이의 말에도 상관없이 시로는 달려들고 키레이도 거기에 맞춰서 진흙을 날린다. 세이버와 같이 위기에 빠진 시로였지만, 저주의 진흙에 삼켜진 상태에서 세이버가 '당신이 제 칼집이었군요'라고 한 말을 떠올리며 아발론을 투영한다. 아발론은 에미야 시로와 한 몸이었던기에 처음부터 만들 필요가 없었다고 말하며 바로 투영에 성공한다.
아발론의 힘으로 시로를 감싸던 저주의 진흙이 전부 걷어지고, 때맞춰 세이버도 아발론의 진명을 개방하고 길가메쉬의 에아를 막아낸다. 세이버가 아발론으로 에아의 공격을 막은 뒤 엑스칼리버로 길가메쉬를 벤 사이에 시로 역시 투영 마술에 당황한 키레이에게 달려들어 가슴에 아조트 검을 찔러 넣는다. 그리고 키레이의 가슴에 꽂힌 아조트 검에 마력이 담긴 주먹을 날림으로서 그를 확실하게 처리한다. 아조트 검의 일격을 받은 키레이는 왜 시로가 아조트 검을 가지고 있는지 물으나, 아조트검은 토오사카에게서 받았다는 시로의 대답을 듣고 10년 전 어린 린에게 아조트 검을 준 일을 말하며 쓰러진다.
이리야를 구출해내고 세이버가 시로의 앞으로 다가와 그에게 성배를 파괴하겠다고 말한다. 망설이는 시로에게 세이버는 시로의 목소리로 성배를 파괴하라는 지시를 듣고 싶다고 말한다. 그녀가 성배를 파괴하면 계약이 파기되 자신이 살던 시대로 돌아가 죽음을 맞이하게 된다는 걸 알고있는 시로는 가지말고 남아달라고 말하고 싶어하나, 세이버의 긍지를 더럽히는 것만큼은 해서는 안 된다고 여기며 시로는 령주를 사용해 세이버가 그 책무를 다해줄 것을 명한다.
마지막 령주를 통해 성배를 파괴한 세이버는 시로에게 사랑한다는 말을 하고 둘은 해어지게 된다. 성배전쟁이 끝나고 세이버와 이별한 이후 시로는 그녀와 함께 했던 날들을 소중한 추억으로 여기며 살아가기로 한다. 그렇다면 미련은 없냐는 린의 질문에 시로는 지금도 꿈에서 그녀를 보지만 언젠가 세이버의 목소리도, 모습도 잊게 될 거라 말한다. 하지만 그녀를 좋아했다는 사실만은 결코 잊지 않을 것이라며, 그녀와의 일을 항상 기억하리라 다짐한다. 시로의 대답에 만족하며 린은 기운차게 학교로 걸어간다. 그리고 뒤에 걸어가던 시로의 독백이 나온다.

-Last Episode-
시로는 어린 시절의 이상을 간직한 채 앞으로 살아갔고 만족스러운 인생이였다 라고 자신의 인생을 결론짓는다. 그리고 세이버를 만나기 위해 매우 긴 시간 동안 계속 걸어 요정향 아발론에 도달하며, 요정향 아발론에서 매우 긴 시간동안 기다려 온 세이버와 재회한다. 결국 세이버를 다시 본 시로는 세이버에게 '다녀왔어. 세이버.'라는 말을 건네고 세이버는 미소와 함께 "네, 어서오세요. 시로.'라는 말로 이를 화답해준다. 이렇게 두 사람이 매우 긴 시간 후에 요정향에서 다시 만나는 것으로 이야기는 막을 내린다.

## 다른 캐릭터들과의 관계

### 마토 사쿠라
아는 후배

### 마토 신지
라이벌.

### 토오사카 린
자신이 동경하고 좋아하는 친구. UBW루트에서는 연인.

## 같이 보기
- 토오사카 린
- 세이버
- 아처